# 卫温
衛溫（？—231年），三國時期东吴将军。

## 生平
黄龙二年（230年）正月，孙权派衛溫、诸葛直帶領上万士兵出海尋找夷洲、亶洲，想要扩大版图和寻找奇珍异宝。陆逊和全琮都谏言反对，孙权不听。
卫温和诸葛直花费了约一年时间行军，士兵们因为疾病死去了十分之八到十分之九，因为亶洲太过遥远，卫温和诸葛直最终没能到达那里，只带了几千名夷洲的人返回。黄龙三年（231年），孙权认为卫温和诸葛直违背诏令，无功而返，把他们关进监狱，随后处死。